# タービュレント (潜水艦)
タービュレント (HMS Turbulent, N98) は、イギリス海軍の潜水艦。T級潜水艦第2グループの1隻。
艦名は「荒れ狂う、乱暴な」という意味の形容詞に由来し、イギリス海軍においてこの名を持つ艦としては4代目にあたる。
「タービュレント」は第二次世界大戦中に主に地中海で活動し、1943年3月に戦没するまでの間に80,000トン以上の敵艦船を撃沈した。この功績により艦長ジョン・ウォレス・リントン少佐は戦死認定後にヴィクトリア十字章を授与されている。

## 艦歴

### 1回目、2回目の哨戒

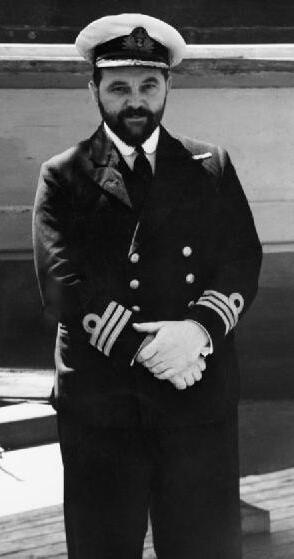
「タービュレント」艦長ジョン・ウォレス・リントン少佐。

「タービュレント」は1939年9月4日にバロー＝イン＝ファーネスのヴィッカース・アームストロングへ発注され、1940年3月15日に起工、1941年5月12日進水し、1941年12月2日に艦長ジョン・ウォレス・リントン少佐の指揮の下就役した。
本国周辺で演習後、翌1942年1月3日に「タービュレント」は姉妹艦「テンペスト」とともにホーリー・ロッホを出航し、通報艦「ラ・カプリシューズ」の護衛の下でジブラルタルへ向かった。1月10日ジブラルタルへ到着し、1月15日から1月21日にかけてアルボラン海で短期間の哨戒を行った。この哨戒で会敵はなく、中立国スペインの船だけが目撃された。
1月27日、「タービュレント」は物資と便乗者10名を乗せてマルタ島へ向かった。1月28日、北緯36度40分 東経00度41分 / 北緯36.667度 東経0.683度でヴィシー・フランスの8,000トン級商船を目撃。翌1月29日にも別のヴィシー・フランス船が発見された。2月2日にマルタ島へ到着後、物資と便乗者8名を降ろす。マルタ島からアレクサンドリアに向かう便乗者8名と物資を積み込み、「タービュレント」は2月4日に出航した。
「タービュレント」は道中でクレタ島スダ湾を哨戒し、2月9日と2月10日に複数の特設掃海艇と特設哨戒艇を目撃した。2月13日に「タービュレント」はアレクサンドリアへ到着し、第1潜水艦戦隊に配属された。

### 3回目の哨戒
2月23日、「タービュレント」はエーゲ海へ哨戒に向かった。2月26日、クレタ島スダ湾北東10海里北緯35度35分 東経24度18分 / 北緯35.583度 東経24.300度地点で輸送船団を発見するが、攻撃前に護衛艦からの爆雷攻撃を受けた。合計24発の爆雷が投下され、「タービュレント」は軽微な損傷を受けたものの何とか離脱した。
翌2月27日、「タービュレント」はモネンバシア北方北緯36度52分 東経23度06分 / 北緯36.867度 東経23.100度地点でギリシャのカイーク1隻を砲撃で沈めた。2月28日には、ドロ海峡沖で大型スクーナーを含む4隻の帆船団を発見するが、射程外を航行していたため攻撃できなかった。3月2日正午頃、カッサンドラ半島南方でドイツ兵を輸送中の帆船団を発見し、カイーク3隻を砲撃で沈めた。3月3日にかけての夜にもカイーク1隻を沈める。同日13時半頃にカイーク「プロドロモス」を砲撃して損傷させたが、同船は女性が多数乗っていることが分かったため攻撃を中止して見逃した。「プロドロモス」は死傷者を出したものの、何とかスキアトス島へ到着した。
3月4日、「タービュレント」はダーダネルス海峡から出てきたイタリア船2隻を目撃する。翌3月5日、前日の2隻を含む商船3隻と護衛の水雷艇2隻からなる船団に対し、ドロ海峡北東で魚雷4本を発射したが外れた。3月6日午前、北緯39度26分 東経26度01分 / 北緯39.433度 東経26.017度地点でカイークを発見するが、中立国トルコの国旗を掲げていたため攻撃しなかった。午後に別のカイークを見つけたが、潜望鏡で観察すると空荷のようであり、また、沈めた場合に乗員が泳ぐには岸から遠いことや、艦内に収容する余裕もなかったので見逃すことにした。3月8日にドロ海峡で数隻の小型舟艇を目撃するが、全て射程外を通過していった。
3月9日から3月10日にかけて「タービュレント」はサロニコス湾周辺部を哨戒し、複数の対潜艦艇と航空機を目撃する。3月10日には合計50発前後の爆雷を投下されたものの影響はなかった。3月12日、ゼア海峡北緯37度58分 東経24度10分 / 北緯37.967度 東経24.167度地点でカイーク1隻を、翌3月13日にもセリフォス島西方北緯37度08分 東経24度16分 / 北緯37.133度 東経24.267度地点でカイーク1隻をそれぞれ砲撃で沈めている。3月17日、「タービュレント」はアレクサンドリアへ帰投した。

### 4回目の哨戒
3月30日、「タービュレント」は北緯40度以上のアドリア海の哨戒を命じられ、アレクサンドリアを出撃した。4月7日、「タービュレント」はペトロバツ南方7海里北緯42度05分 東経18度58分 / 北緯42.083度 東経18.967度地点でイタリア船「ローザ・M」を砲撃で沈めた。4月9日に北緯43度31分 東経15度54分 / 北緯43.517度 東経15.900度地点でイタリア貨客船「コンスタンティーノ・ボルシーニ」を、4月10日に北緯42度36分 東経14度11分 / 北緯42.600度 東経14.183度地点でイタリア船「サンジーニ」を雷撃するが命中せず。4月12日にはプーラ沖でイタリア潜水艦や数隻の小型船を目撃するが、位置が悪く攻撃できなかった。4月13日に北緯44度42分 東経13度54分 / 北緯44.700度 東経13.900度地点で3,500トン級商船に魚雷2本を発射したが命中しなかった。4月14日、「タービュレント」はシベニク南方10海里北緯43度29分 東経16度00分 / 北緯43.483度 東経16.000度地点でイタリアのスクーナー2隻を発見、そのうち「フランコ」を砲撃で沈めた。「タービュレント」は沿岸砲台の砲撃を掻い潜り離脱に成功した。会敵は続き、4月15日には2,000トン級と1,000トン級商船を目撃、4月16日にはブリンディジ沖北緯40度50分 東経17度37分 / 北緯40.833度 東経17.617度地点でイタリア船「デリア」に魚雷2本を発射して沈めた。4月22日、「タービュレント」はアレクサンドリアへ帰投した。

### 5回目の哨戒
ポートサイドで浮きドックに入渠後、「タービュレント」は5月11日にアレクサンドリアからシルテ湾へ5回目の哨戒へ出た。5月14日、「タービュレント」はリビアのラス・エル・ヒラール沖でガソリンを輸送中のイタリア帆船「V32/サン・ジュスト」を主砲で撃沈。5月15日、「タービュレント」はベンガジ北西で敵輸送船団を捜索するように命じられたが、近くまで迫ったものの船団は捕捉できなかった。
5月18日、ベンガジ西方北緯32度26分 東経19度15分 / 北緯32.433度 東経19.250度地点で商船2隻、護衛の水雷艇1隻からなる別の船団を攻撃し、イタリア船「ボルセーナ」に魚雷3本を発射、うち2本を命中させ撃沈した。5月24日夜、北緯33度28分 東経16度46分 / 北緯33.467度 東経16.767度地点で浮上中に敵機の爆撃を受け潜航後、商船2隻、護衛の駆逐艦2隻からなる輸送船団を発見したが最終的に見失った。5月26日にも商船2隻と護衛の水雷艇1隻からなる輸送船団を発見したが、水雷艇「クリオ」の爆雷攻撃を受けた。「タービュレント」の損傷は軽微だったが、船団を攻撃することはできなかった。
5月29日、ベンガジ北西70海里北緯33度15分 東経19度25分 / 北緯33.250度 東経19.417度地点で商船2隻、護衛の駆逐艦2隻からなる船団を攻撃し、魚雷4本を発射して駆逐艦「エマヌエーレ・ペッサーニョ」と商船「カポ・アルマ」を撃沈した。6月2日、北緯32度48分 東経25度12分 / 北緯32.800度 東経25.200度地点でUボート「U-81」に2度にわたって魚雷7本を発射したがいずれも命中しなかった。6月2日、アレクサンドリアに帰還した。

### 6回目の哨戒
6月17日、「タービュレント」はシルテ湾へ6回目の哨戒に出た。6月21日、トリポリからベンガジへ小規模な船団が向かっているとの通信を受け取り、予想進路で待ち伏せすることにした。6月22日、水雷艇1隻に護衛されたドイツ商船「ストゥルラ」を発見し、北緯31度11分 東経19度10分 / 北緯31.183度 東経19.167度地点で魚雷2本を発射したが命中しなかった。護衛の水雷艇「ジェネラーレ・マルチェロ・プレスティナーリ」が爆雷を投下したが、影響はなかった。
6月23日、「タービュレント」はベンガジへ向かうイタリア商船「レグルス」とスクーナー「マリア・ガブリエラ」、護衛の水雷艇「ペルセオ」からなる船団を発見するが、「ペルセオ」に探知され爆雷攻撃を受けた。「タービュレント」は先回りして船団を待ち伏せし、翌6月24日に北緯31度43分 東経19度51分 / 北緯31.717度 東経19.850度地点で船団へ魚雷2本を発射、「レグルス」に1本を命中させた。「レグルス」は擱座した後、全損と判定された。
いくつかの敵船団捜索に従事した後、7月4日に「タービュレント」はベンガジ北方約80海里北緯33度30分 東経20度30分 / 北緯33.500度 東経20.500度の位置で船団を攻撃しようとした。だが、「タービュレント」が魚雷を発射する前に護衛艦に発見され、激しい爆雷攻撃を受けたため攻撃は失敗した。7月14日、「タービュレント」はベイルート西方約50海里北緯33度57分 東経34度34分 / 北緯33.950度 東経34.567度でイタリア潜水艦「アステリア」と遭遇する。しかし、「アステリア」は「タービュレント」を避けて去っていったため交戦には至らなかった。7月15日、「タービュレント」はベイルートで6回目の哨戒を終えた。

### 7回目の哨戒
8月5日、「タービュレント」はベイルートから7回目の哨戒に出た。
8月6日、「タービュレント」はボン岬半島沖で座礁放棄されていた駆逐艦「ストラーレ」を雷撃し破壊した。
クレタ島南東海岸に接近した「タービュレント」は8月8日夜に浮上し、イタリア官憲に追われていたギリシャ人工作員をフォルボット（折り畳み式カヤック）で回収した（コルセア作戦）。地元ガイドがフォルボットにしがみついて連れて行くように懇願してきたため、最終的にリントンは彼の同行を認めた。ガイドは続くカプリコン作戦の通訳として採用された。8月12日夜、浮上した「タービュレント」はナヴァリノ近郊に2名の工作員を上陸させた（カプリコン作戦）。

8月14日、「タービュレント」は武装トローラーに遭遇し爆雷攻撃を受けたが、離れており被害はなかった。その後も活動は不活発であり、2時間半後に「タービュレント」が潜望鏡深度へ浮上して見た時には、既にどこかへ去っていた。同日、敵の輸送船団が進路上に存在するとの情報を受けて待ち構えたが、結局船団は現れなかった。
ナヴァリノ沖へ移動後、8月17日に「タービュレント」はナヴァリノ南西12海里北緯36度35分 東経21度34分 / 北緯36.583度 東経21.567度地点で輸送船団を攻撃し、魚雷4本を発射した。1本はジャイロ故障により「タービュレント」の頭上を迷走したものの、2本が輸送船「ニーノ・ビクシオ」に命中し損傷を与えた。「ニーノ・ビクシオ」はその後ナヴァリノへ曳航された。同船には連合軍捕虜約3,200名が乗っており、そのうち336名が死亡した。
続いて、「タービュレント」はマタパン岬沖に移動して哨戒を実施する。8月27日、駆逐艦「ZG3」（元ギリシャ海軍駆逐艦「ヴァシレフス・ゲオルギオス」）やスピカ級水雷艇など複数の敵艦を目撃するが、いずれも視界外へ去っていったため交戦は起こらなかった。9月1日、「タービュレント」はベイルートへ帰投した。

### 8回目の哨戒
ポートサイドへ移動後、 トブルクやベンガジ沖の哨戒を命じられた「タービュレント」は、9月22日に8回目の哨戒へ出撃した。9月25日、クレタ島南部で商船2隻、護衛の駆逐艦4隻が航行中との情報を受けたが捕捉できなかった。その後、9月29日にラス・エル・ヒラール沖で水雷艇「カリオペ」に護衛された輸送船「クレタ」を発見。しかし、リントンは「クレタ」をトロール船のような小型船と誤認したため、攻撃は行わなかった。10月2日、「タービュレント」はトブルク北西で駆逐艦と水雷艇に護衛された輸送船団を発見したが、船団は射程外を航行していった。
10月6日、「タービュレント」はベンガジ北東約25海里で駆逐艦、水雷艇、Z.501飛行艇に護衛された輸送船「ルール」を発見、北緯32度39分 東経20度19分 / 北緯32.650度 東経20.317度地点で「ルール」に対して魚雷3本を発射したが命中せず。「タービュレント」は爆雷による反撃を受けたが被害はなかった。翌10月7日には、ブリンディジへ向かう輸送船「セスティエーレ」を中心とした船団に遭遇したが、周辺は猛烈な暴風雨に見舞われており、攻撃の機会を窺ったものの最終的に見失った。10月8日、「タービュレント」は先日取り逃がした輸送船「クレタ」とラス・エル・ヒラール沖約10海里地点で遭遇、雷撃により沈めた。10月14日、「タービュレント」はベイルートに帰還した。

### 9回目の哨戒
10月28日、「タービュレント」はベイルートを出撃し、9回目の哨戒に出た。11月4日にマルタ島へ短時間寄港した後、トーチ作戦支援のためティレニア海へ向かった。11月6日から11月10日にかけて、「タービュレント」はサルデーニャ島カリャリ沖で複数のトロール船や商船、掃海艇を目撃したが、自らの存在を明かさないように攻撃は控えられた。
11月10日、司令部からカリャリに入港する500トン以上の船舶への攻撃許可が出たため、11月11日にカルボナーラ岬北東約10海里北緯39度10分 東経09度39分 / 北緯39.167度 東経9.650度地点でドイツ海軍の特設潜水母艦「ベンガジ」に魚雷2本を発射、1本を命中させて沈めた。護衛の水雷艇「ジャチント・カリーニ」の爆雷を躱した「タービュレント」はナポリ沖へ向かった。
「タービュレント」はターラントからナポリへ向かう戦艦「リットリオ」、「ヴィットリオ・ヴェネト」、「ローマ」を中心とする艦隊の迎撃を命じられたが、敵艦隊は闇夜の中で「タービュレント」の遥か遠方を去っていった。11月15日、カプリ島約10海里地点で石油タンカーに魚雷4本を発射したが外れた。
11月21日、マルタ島へ寄港して魚雷9本を補給後、翌11月22日に哨戒を再開する。11月22日、「タービュレント」はスルト沿岸で陸上の敵車両を砲撃。11月25日、潜航中だった「タービュレント」は北緯30度55分5秒 東経18度00分5秒 / 北緯30.91806度 東経18.00139度地点で海中の残骸に衝突し、海面へ浮かび上がった。約4海里先をJu 87の編隊が飛んでいたが、「タービュレント」には何の行動も行わなかったため、再び潜航して離脱した。12月2日、「タービュレント」はベイルートに帰投した。

### 10回目の哨戒
12月18日、「タービュレント」は10回目の哨戒のためベイルートを出た。マルタ島へ寄港後、12月26日にティレニア海へ向かった。12月29日、サルデーニャ島フェラート岬東方北緯39度17分 東経09度41分 / 北緯39.283度 東経9.683度地点でイタリア商船「マルテ」に魚雷2本を発射して沈めた。
12月30日、サルデーニャ島北部ペヴェロ岬周辺を偵察。これはラ・マッダレーナのイタリア海軍巡洋艦を攻撃するため、姉妹艦「P311」に搭載された人間魚雷チャリオットを潜入させるプリンシパル作戦に備えたものだった。
年が明けた1943年1月5日、「タービュレント」はパリヌーロ岬沖でスクーナーと掃海艇、小型曳船を発見したが、より大物を狙うため見逃した。しかし、翌日にかけて哨戒を行ったものの、結局スクーナー1隻を目撃するにとどまった。1月10日、ベルヴェデーレ・マリッティモ沖に浮上して通過中の列車を砲撃したが、海況が悪かったため命中させるのは困難だった。鉄道駅での攻撃も考えたが、確認してみると駅の側に大きな病院があることが分かったため、別の機会を窺うことにした。
1月11日、カラブリア州チェトラーロ沖で商船「ヴィットーリア・ベラルド」に魚雷2本を発射したが外れた。沿岸砲台の砲撃を受けながらも、チェトラーロの鉄道駅近くに座礁した「ヴィットーリア・ベラルド」を砲撃と雷撃により破壊した。さらに同日、「タービュレント」はサン・ルーチドの鉄道駅に22発の砲撃を加え、施設に損害を与えた。1月14日、「タービュレント」はマルタ島で10回目の哨戒を終えた。

### 11回目の哨戒
1月25日、「タービュレント」はマルタ島からシチリア島北方へ11回目の哨戒に出た。1月27日、北緯37度46分 東経11度14分 / 北緯37.767度 東経11.233度地点で敵船団に魚雷4本を発射。爆発音を聴取したものの、実際には命中していなかった。1月28日にはサン・ヴィート岬沖で航空機の哨戒を受けた多数の舟艇群を目撃し、同日午後には小型のスクーナーと魚雷艇各1隻を確認する。1月30日、タンカー1隻と輸送船2隻からなる輸送船団を発見したが、距離があるうえに船がバラスト状態だったため攻撃は控えることにした。
1月31日、サン・ヴィート岬沖で病院船「トスカーナ」、曳船3隻、Fライター4隻を目撃。さらに、周辺では魚雷艇や掃海艇が活動していた。正午頃、輸送船2隻が接近してきたため攻撃を検討したが、護衛の水雷艇に発見されたと思われたため実行できなかった。2月1日、「タービュレント」はサン・ヴィート岬沖北緯38度13分 東経12度50分 / 北緯38.217度 東経12.833度地点で輸送船「ポッツオーリ」に魚雷2本を発射、命中した同船は1分以内に沈んでいった。1時間後、接近してきた武装商船「ナレンタ」に艦尾魚雷発射管から魚雷1本を発射したが、回避された。「タービュレント」は複数の魚雷艇に追撃されたが逃れることができた。
2月2日夕刻、合計4隻の駆逐艦と水雷艇からなる敵部隊と遭遇したが、条件が悪かったため攻撃は見送った。翌日にも、別の部隊と思われる駆逐艦と水雷艇を目撃。2月5日、「タービュレント」はシチリア島パレルモ東方約15海里北緯38度10分 東経13度43分 / 北緯38.167度 東経13.717度地点でタンカー「ユーティリタス」に魚雷4本を発射、うち2本を命中させ撃沈した。2月6日、水雷艇「カリオペ」と4本マストの大型スクーナーを目撃。後者は攻撃を検討したが、距離が遠かったため見送られた。その後は航空機と掃海艇が目撃された。
2月7日、「タービュレント」はシチリア島サンタンブロージョの鉄道駅に砲撃を加え、機関車と貨車に損害を与えた。夜になり、魚雷艇2隻から爆雷攻撃を受けて軽微な損傷を負った。ただ、魚雷艇はソナーを装備していなかったため、至近で炸裂した最初の爆雷以外は離れたところに落とされており脅威にならなかった。2月8日、シチリア島ガッロ岬沖で水運搬船「イストリア」に魚雷2本を発射したが外れた。後日、海岸に乗り上げている魚雷がイタリア軍によって発見された。2月12日、「タービュレント」はアルジェで11回目の哨戒を終えた。

### 最後の哨戒

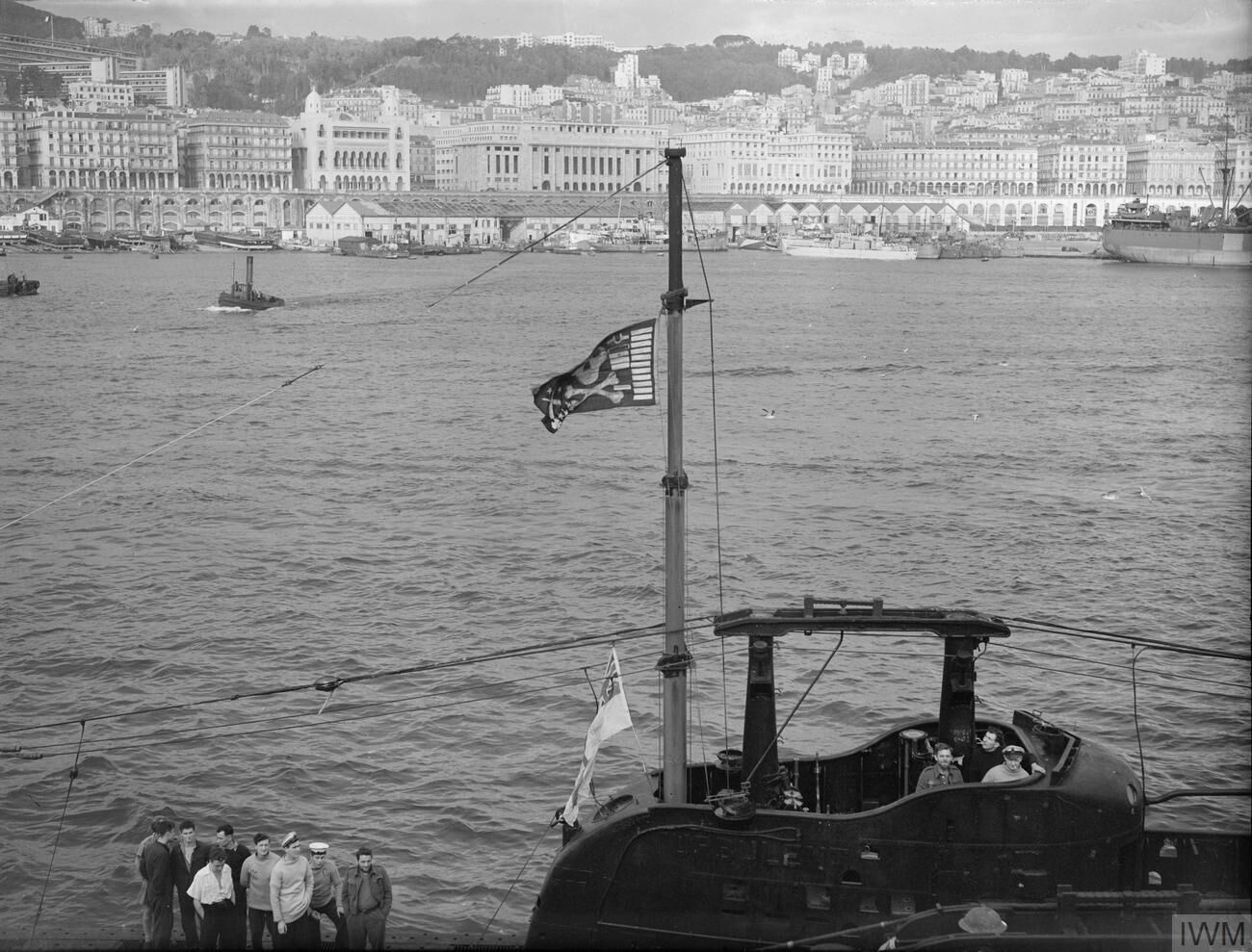
行方不明になる直前の1943年2月、アルジェ港で海賊旗を掲げる「タービュレント」。

2月24日、「タービュレント」はアルジェからティレニア海へ12回目の哨戒に出撃した。「タービュレント」は5月中旬にアメリカのフィラデルフィア海軍工廠で改装が予定されており、これはイギリス本国へ帰還する前に行われる最後の哨戒となるはずだった。しかしながら、「タービュレント」は3月23日の期限を過ぎても帰還せず、消息不明となった。
3月1日、パオラ沖でイタリア商船「サン・ヴィンチェンツォ」に魚雷が発射されたが外れた。その後、同船は浮上した潜水艦の砲撃で沈められたが、これは「タービュレント」の戦果であったと考えられている。さらに3月3日、シチリア島ミラッツォ沖で帆船「ジェス・ジュゼッペ・E・マリア」と「ピエーレ・デッレ・ヴィグネ」が撃沈されたのも、「タービュレント」によるものだった可能性が高い。
「タービュレント」は3月12日にラ・マッダレーナ沖で魚雷艇の爆雷攻撃で失われたという説があるが、実際のところ、この潜水艦は自由フランス海軍の「カサビアンカ」であり、同艦は攻撃を生き延びた。「タービュレント」喪失の可能性として最も有力な説は、3月6日にリコサ岬沖34海里地点で輸送船団を攻撃しようとした際に、護衛の水雷艇「アルディート」の爆雷攻撃で失われたというものである。また、「タービュレント」は機雷により失われたという説も根強い。3月12日から14日頃に、サルデーニャ島周辺の機雷原で沈んだ可能性がある。いずれにしても、「タービュレント」とリントン艦長以下62名の乗員はサルデーニャ島周辺海域のどこかで失われたことだけは確実である。
「タービュレント」は1942年1月1日から1943年1月1日までの1年間で、2,970時間の潜航を含む254日間を海上で過ごし、13回の追跡と250発の爆雷を逃れた。その艦歴における撃沈戦果は合計81,000トンに上るとされる。就役から戦没まで一貫して「タービュレント」の指揮を執った艦長ジョン・ウォレス・リントン中佐には、死後ヴィクトリア十字章が授与された。
「タービュレント」の名は、本艦と同じくバロー＝イン＝ファーネスのヴィッカース・アームストロングで建造され、1982年に進水したトラファルガー級原子力潜水艦「タービュレント」に継承された。

## 栄典
「タービュレント」は生涯で1個の戦闘名誉章 (Battle honour) を受章した。
- 「MEDITERRANEAN 1942」